# Amorphoscelidae
Famille
Les Amorphoscelidae sont une famille d'insectes de l'ordre des Mantodea.

## Répartition géographique
Les espèces de cette famille se rencontrent en zone paléarctique, afrotropicale et orientale.

## Description
Les Amorphoscelidae se distinguent de toutes les autres mantes par la combinaison des caractères suivants. Elles sont petites, aplaties dorso-ventralement et adaptée à un mode de vie sur l'écorce. La tête est sans processus. Le renflements juxta-oculaires est très proéminents. La dilatation supra-coxale est indistincte et le pronotum est court et trapézoïdal. Les lobes apicaux du fémur antérieur sont sans épines. Une épine discoïdale est présente. Les fémurs antérieurs ne portent pas d'épines postéro-ventrales et en ont jusqu'à quatre antéro-ventrales. Les épines du tibia antérieur sont complètement réduites. Les pattes médianes et postérieures n'ont ni lobes ni épines. Les deux sexes sont macroptères. Une oreille cyclopéenne est présente. Les cerques, plus courts que la moitié de la longueur de l'abdomen, sont cylindriques avec parfois un dernier cercomère élargi et aplati. Les phallomères sont modérément sclérotisés. Le processus du complexe gauche est séparé. Le phallomère ventral présente un lobe basal sur le côté droit qui est transloqué sur le bord distal droit du phallomère. Le processus distal primaire est transloqué sur le côté gauche du phallomère ventral. Le processus distal secondaire médian est toujours présent et le processus distal secondaire latéral est parfois réduit. Les deux processus sont juxtaposés sur le côté gauche du phallomère. Le lobe antérieur de l'apophyse phalloïde est généralement présent mais indistinct. La lamelle dorsale du phallomère gauche est dépourvue de lobe arrondi.

## Systématique
La famille des Amorphoscelidae a été définie par l'entomologiste suédois Carl Stål en 1877, à l'origine comme sous-famille, et à pour genre type Amorphoscelis Stål, 1871.

### Publication originale
- Stål, C. 1877. Systema Mantodeorum. Essai d’une systématisation nouvelle des Mantodées. Bihang till Kongliga Svenska Vetenskaps Akademiens Handlingar. 4(10): 1–91. (lire en ligne p.7)

### Liste des sous-familles et des genres
Cette famille est divisée en deux sous-familles :
- Sous-famille Perlamantinae Giglio-Tos, 1913
- Paramorphoscelis Werner, 1907
- Perlamantis Guérin-Méneville, 1843

- Sous-famille Amorphoscelinae Stål, 1877
- Amorphoscelis Stål, 1871
- Caudatoscelis Roy, 1973
- Bolivaroscelis Roy, 1973
- Gigliotoscelis Roy, 1973
- Maculatoscelis Roy, 1973